# Aphrosylus beckeri
Aphrosylus beckeri är en tvåvingeart som beskrevs av Octave Parent 1927. Aphrosylus beckeri ingår i släktet Aphrosylus och familjen styltflugor.
Artens utbredningsområde är Kanarieöarna. Inga underarter finns listade i Catalogue of Life.